# Файв-Пойнтс (Огайо)
Файв-Пойнтс (англ. Five Points) — переписна місцевість (CDP) в США, в окрузі Воррен штату Огайо. Населення — 2247 осіб (2020).

## Географія
Файв-Пойнтс розташований за координатами 39°33′34″ пн. ш. 84°11′12″ зх. д. / 39.55944° пн. ш. 84.18667° зх. д. (39.559486, -84.186781).  За даними Бюро перепису населення США в 2010 році переписна місцевість мала площу 5,33 км², уся площа — суходіл.

## Демографія
Згідно з переписом 2010 року, у переписній місцевості мешкали 1824 особи в 640 домогосподарствах у складі 555 родин. Густота населення становила 342 особи/км².  Було 659 помешкань (124/км²).
Расовий склад населення:
| - 96,1 % — білих - 1,8 % — азіатів - 0,5 % — чорних або афроамериканців - 0,2 % — корінних американців |

До двох чи більше рас належало 1,3 %. Частка іспаномовних становила 0,8 % від усіх жителів.
За віковим діапазоном населення розподілялося таким чином: 27,7 % — особи молодші 18 років, 61,9 % — особи у віці 18—64 років, 10,4 % — особи у віці 65 років та старші. Медіана віку мешканця становила 43,6 року. На 100 осіб жіночої статі у переписній місцевості припадало 101,5 чоловіків;  на 100 жінок у віці від 18 років та старших — 99,8 чоловіків також старших 18 років.
Середній дохід на одне домашнє господарство  становив 113 398 доларів США (медіана — 112 639), а середній дохід на одну сім'ю — 122 865 доларів (медіана — 117 802). 
Цивільне працевлаштоване населення становило 959 осіб. Основні галузі зайнятості: освіта, охорона здоров'я та соціальна допомога — 27,0 %, виробництво — 17,9 %, роздрібна торгівля — 10,5 %, публічна адміністрація — 9,6 %.